# أحمد أجدو
أحمد أجدو لاعب مغربي دولي من مواليد مراكش بالزرايب سيدي احمد الزاوية امام ولاية مراكش لاعب سابق للكوكب ونجم مركش علي التوالي في 14 ابريل 1982 هو من من خريجي دريات رمضان زيدة علي كفاحه كان يعلب مع نادي الجيش الملكي انتقل في يناير 2008 إلى الاهلي الليبي وفي يوليو 2009 انتقل إلى نادي الوداد البيضاوي سنة 2009 لعب له تلات مواسم حقق فيها لقب البطولة المغربية وانتقل بعد ذلك في صيف 2012 إلى نادي المغرب الفاسي وبقي معه لموسم ونصف . بعد ذلك غادر فريق المغرب الفاسي إلى فريقه السابق الجيش الملكي في الانتقالات الشتوية لهدا الموسم ....

## مسيرته مع الوداد البيضاوي
هذه المعلومات تخص الدوري المغربي فقط وهي محدثة بـ تاريخ 1 يونيو 2011
| الموسم    | عدد المباريات | عدد الأهداف |
| --------- | ------------- | ----------- |
| 2009-2010 | 24 مباراة     | 2 هدفين     |
| 2010-2011 | 22 مباراة     | 3 أهداف     |
| 2011-2012 | 18 مباراة     | 2 أهداف     |

## روابط خارجية
- أحمد أجدو على موقع قاعدة بيانات كرة القدم.إي يو (الإنجليزية)
- أحمد أجدو على موقع ناشيونال فوتبول تيمز (الإنجليزية)
- أحمد أجدو على موقع كووورة